# ۹ اکتبر
۹ اکتبر دویست و هشتاد و دومین (در سال‌های کبیسه دویست و هشتاد و سومین) روز سال در گاه‌شماری میلادی است. ۸۳ روز تا پایان سال باقی‌است.

## رویدادها
- ۱۹۱۸ - مجلس فنلاند فریدریش کارل، شاهزاده آلمانی را به پادشاهی این کشور برگزید.
- ۲۰۰۲ - جنایت میدان کتابی؛ قتل فاطمه (لاله)سحرخیزان؛ خیّر و همسر اول ناصر محمد خانی [۱]
- ۲۰۰۶ - کره شمالی اعلام کرد اولین سلاح هسته‌ای خود را آزمایش کرده‌است.
- ۲۰۱۲ - ترور نافرجام ملاله یوسف‌زی

## زادروزها
- ۱۹۲۷ - احمد شاکر الکرمی، روزنامه‌نگار، منتقد ادبی و مترجم فلسطینی. [۲]
- ۱۹۳۴ - عامل اوستاشه الکساندر یکم، پادشاه یوگسلاوی و لویی بارتو، وزیرخارجه فرانسه را در مارسی ترور کرد.
- ۱۹۴۰ - جان اونو لنون، خواننده و آهنگ‌ساز انگلیسی
- ۱۹۶۱ - جولیان بیلی، رانندهٔ مسابقات اتومبیل‌رانی فرمول یک اهل انگلستان

## درگذشت‌ها
- ۱۹۶۷ - چه‌گوارا، پزشک، چریک، سیاست‌مدار و انقلابی مارکسیست آرژانتینی
- ۱۹۸۱ - ترور ماجد ابوشرار در رُم، سیاستمدار و نویسندهٔ فلسطینی. [۳]
- ۲۰۰۲ - فاطمه(لاله)سحرخیزان ؛ خیّر ،مقتول جنایت میدان کتابی و همسر اول ناصر محمدخانی [۱]

## مناسبت‌ها
- روز منطقه والنسیا در کشور اسپانیا
- روز جهانی پست